# Ficinia cinnamomea
Ficinia cinnamomea är en halvgräsart som beskrevs av Charles Baron Clarke. Ficinia cinnamomea ingår i släktet Ficinia och familjen halvgräs. Inga underarter finns listade i Catalogue of Life.